# جون إم. بيكون
جون إم. بيكون (بالإنجليزية: John M. Bacon)‏ هو عسكري أمريكي، ولد في 17 أبريل 1844 في كنتاكي في الولايات المتحدة، وتوفي في 19 مارس 1913 في بورتلاند في الولايات المتحدة.